# Józef Wlekliński
Józef Wlekliński (ur. 8 marca 1928 w Miłosławiu, zm. 10 listopada 1997) – polski rolnik, związkowiec i polityk, poseł na Sejm X kadencji.

## Życiorys
Ukończył w 1946 szkołę podstawową. Zajmował się rolnictwem, od 1970 pracował jako kierownik Międzykółkowej Bazy Maszynowej w Miłosławiu. Na początku lat 80. zaangażował się w działalność Niezależnego Samorządnego Związku Zawodowego Rolników Indywidualnych „Solidarność”, był członkiem zarządu wojewódzkiego tego związku. Po wprowadzeniu stanu wojennego należał do niejawnego Ogólnopolskiego Komitetu Oporu Rolników.
W wyborach w 1989 uzyskał mandat posła na Sejm kontraktowy. Został wybrany w okręgu Poznań-Grunwald z puli Zjednoczonego Stronnictwa Ludowego z poparciem opozycji demokratycznej. Po przekształceniu ZSL należał do PSL „Odrodzenie” i krótko do Polskiego Stronnictwa Ludowego. Na koniec kadencji należał do Parlamentarnego Klubu Chrześcijańsko-Ludowego. Nie ubiegał się o reelekcję w kolejnych wyborach.
Po ponownej rejestracji „S” Rolników Indywidualnych również zasiadł we władzach tej organizacji. Brał udział w organizowaniu Polskiego Stronnictwa Ludowego „Solidarność” oraz Wielkopolskiej Izby Rolniczej i Rolno-Przemysłowej. Był wiceprzewodniczącym rady nadzorczej Banku Gospodarki Żywnościowej oraz prezesem wojewódzkiego związku ochotniczych straży pożarnych.
Pochowany na cmentarzu w Miłosławiu.